# Katana Howard
Pas d'image ? Cliquez ici

b Matchs officiels uniquement.
Katana Howard, née le 25 juin 1993, est une joueuse internationale américaine de rugby à XV évoluant au poste de centre.

## Biographie
Katana Howard naît le 25 juin 1993. En 2022 elle joue pour le club des Sale Sharks en Angleterre. Elle est retenue en septembre 2022 pour disputer sous les couleurs des États-Unis la Coupe du monde en Nouvelle-Zélande.